# Elimaea robinsoni
Elimaea robinsoni är en insektsart som beskrevs av Heinrich Hugo Karny 1926. Elimaea robinsoni ingår i släktet Elimaea och familjen vårtbitare. Inga underarter finns listade i Catalogue of Life.